# Proceedings of the Biological Society of Washington
Proceedings of the Biological Society of Washington (abreviado Proc. Biol. Soc. Wash.) es una revista ilustrada con descripciones taxonómicas en el área de botánica, zoología y paleobiología que es editada por la Biological Society of Washington. Comenzó su publicación en el año 1882.